# Baligansin
Baligansin est l'un des quatre villages de la commune de Balikumbat, département de Ngo-Ketunjia de la région du Nord-Ouest du Cameroun.

## Localisation
Baligansin est localisé à 5° 49' 26 N et 10° 21' 45 E. Il se trouve à environ 25 km de distance de Bamenda, le chef-lieu de la Région du Nord-Ouest et à environ 252 km de distance de Yaoundé, la capitale du Cameroun.

## Conflit
En 2011, Baligansin est entré en conflit avec Bamunkumbit, lui contestant la propriété d'une terre agricole située dans le quartier de Mbacha.

## Population
En 2012, le village comptait 4 000 habitants, dont 1 200 hommes, 1 520 femmes et 1 280 enfants.

## Éducation
Baligansin a une école publique.